# Million Wolde
Million Wolde (Addis Abeba, 17 marzo 1979) è un mezzofondista e siepista etiope.
In carriera è stato campione olimpico dei 5000 metri piani ai Giochi olimpici di Sydney 2000.

## Palmarès
| Anno | Manifestazione    | Sede         | Evento         | Risultato | Prestazione | Note |
| ---- | ----------------- | ------------ | -------------- | --------- | ----------- | ---- |
| 1996 | Mondiali di cross | Stellenbosch | Corsa juniores | 8º        | 24'56"      |      |
| 1996 | Mondiali juniores | Sydney       | 3000 m siepi   | 6º        | 8'42"37     |      |
| 1997 | Mondiali di cross | Torino       | Corsa juniores | Argento   | 24'28"      |      |
| 1997 | Mondiali          | Atene        | 3000 m siepi   | Batteria  | 8'32"77     |      |
| 1998 | Mondiali di cross | Marrakech    | Corsa juniores | Oro       | 22'47"      |      |
| 1998 | Mondiali juniores | Annecy       | 5000 m piani   | Oro       | 13'47"49    |      |
| 1999 | Mondiali indoor   | Maebashi     | 3000 m piani   | Bronzo    | 7'53"85     |      |
| 1999 | Mondiali di cross | Belfast      | Corsa breve    | 4º        | 12'36"      |      |
| 1999 | Mondiali          | Siviglia     | 5000 m piani   | 8º        | 13'20"81    |      |
| 2000 | Mondiali di cross | Vilamoura    | Corsa breve    | 15º       | 11'42"      |      |
| 2000 | Giochi olimpici   | Sydney       | 5000 m piani   | Oro       | 13'35"49    |      |
| 2001 | Mondiali indoor   | Lisbona      | 3000 m piani   | 5º        | 7'44"54     |      |
| 2001 | Mondiali          | Edmonton     | 5000 m piani   | Argento   | 13'03"47    |      |
| 2002 | Mondiali di cross | Dublino      | Corsa breve    | 16º       | 12'40"      |      |

## Altre competizioni internazionali
1997
- Oro al Cross Internacional de Soria ( Soria) - 26'42"
- 6º al Cross International Zornotza ( Amorebieta) - 34'13"
- Bronzo al Cross de l'Acier ( Dunkerque) - 29'32"
- Argento al Warandeloop Crosscountry ( Tilburg) - 29'32"
- Oro all'Antrim International Cross Country ( Antrim) - 23'37"

1998
- Bronzo alla Belgrade Race Through History ( Belgrado), 6 km - 17'05"

1999
- 6º al Cross International Zornotza ( Amorebieta) - 34'17"
- 7º al Cross Internacional Valle de Llodio ( Llodio) - 29'07"
- 4º allo Jan-Meda Crosscountry ( Addis Abeba) - 11'26"

2002
- 9º alla Million Dollar Road Race ( Doha) - 29'01"

2008
- 18º alla Mezza maratona di Ras Al Khaimah ( Ras al-Khaima) - 1h12'41"